# Zoma Baitler
Zoma Baitler (Šančiai, Lituania, 3 de abril de 1908 - Montevideo, Uruguay, 16 de junio de 1994) fue un pintor, dibujante, diplomático y periodista uruguayo de origen judeo-lituano.

## Biografía
Fue el menor de seis hermanos y su infancia transcurrió en su pueblo natal, un shtetl cerca de Kaunas, Lituania.
Además de realizar estudios de pintura y dibujo con el pintor lituano Paul Kaufman, Baitler asistió a la Escuela de Artes y Oficios y a la World ORT en Lituania. En 1927, se traslada a Montevideo, donde se establece e inicia estudios de pintura y filosofía del arte con el artista uruguayo Joaquín Torres García. Entre 1949 y 1963 realiza varios viajes de estudio a Europa. En 1959, es nombrado miembro de la Comisión uruguaya de Bellas Artes y entre 1963 y 1964 es agregado cultural de la misión diplomática de Uruguay en Israel. Dicta numerosas conferencias sobre Pedro Figari, Rafael Barradas y Torres García. 
Poseen obras suyas el Museo Nacional de Bellas Artes y el Museo Juan Manuel Blanes de Uruguay, el Museo Nacional de Jerusalén, el Museo de Montevideo (Minnesota) su propia casa (Montevideo - Uruguay) y varios museos de arte de Nueva York, Estados Unidos.

## Premios
- Gran Premio Medalla de Oro. Montevideo (1952)[3]
- Premio Banco República. Salón Municipal de Bellas Artes (1940)
- Premio Cámara de Senadores. Salón Nacional de Bellas Artes (1939)[2]